# Donnegy Fer
Donnegy Fer (Paramaribo, 9 januari 1998) is een Surinaams voetballer die speelt als middenvelder voor de Surinaamse club Inter Moengotapoe.

## Carrière
Fer speelde voor de Surinaamse clubs Inter Moengotapoe en SV Transvaal voordat hij vertrok naar het Jamaicaanse Portmore United FC. Hij speelde een seizoen met Portmore en werd landskampioen daarop keerde hij terug naar Inter Moengotapoe.
Sinds 6 september 2018 speelde hij al negen interlands voor Suriname waarin hij drie keer scoorde.

## Erelijst
- SVB-Eerste Divisie: 2016/17
- Surinaamse voetbalbeker: 2017
- Jamaicaans landskampioen: 2018/19